# Van Vleck (cràter)

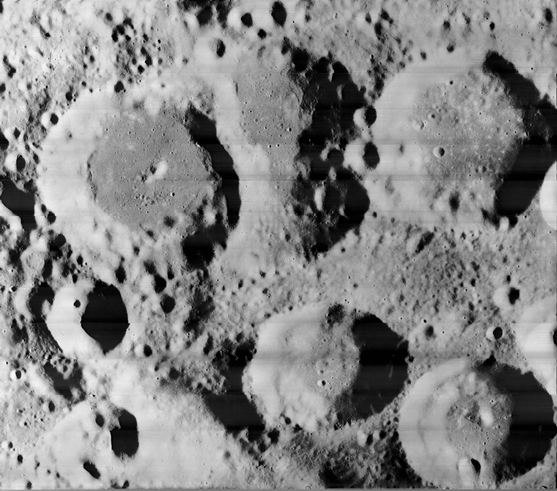
Els cràters Weierstrass (centre a baix), Van Vleck (a baix a la dreta), Nobili (a dalt a l'esquerra) i Jenkins (superior dreta) des de la Lunar Orbiter 1

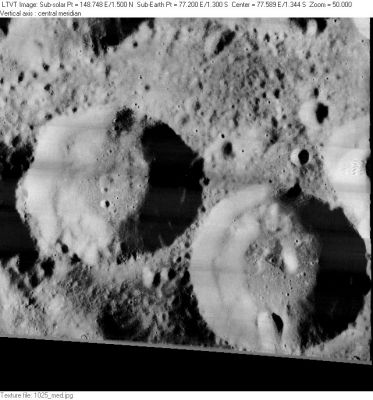
Van Vleck (a baix a la dreta), al costat de Weierstrass.

Van Vleck és un cràter d'impacte lunar que es troba prop del bord nord-est de la plana emmurallada del cràter Gilbert, a l'oest del Mare Smythii. El cràter similar Weierstrass està gairebé unit al bord nord-oest de Van Vleck. A l'est es localitza el petit cràter Carrillo.

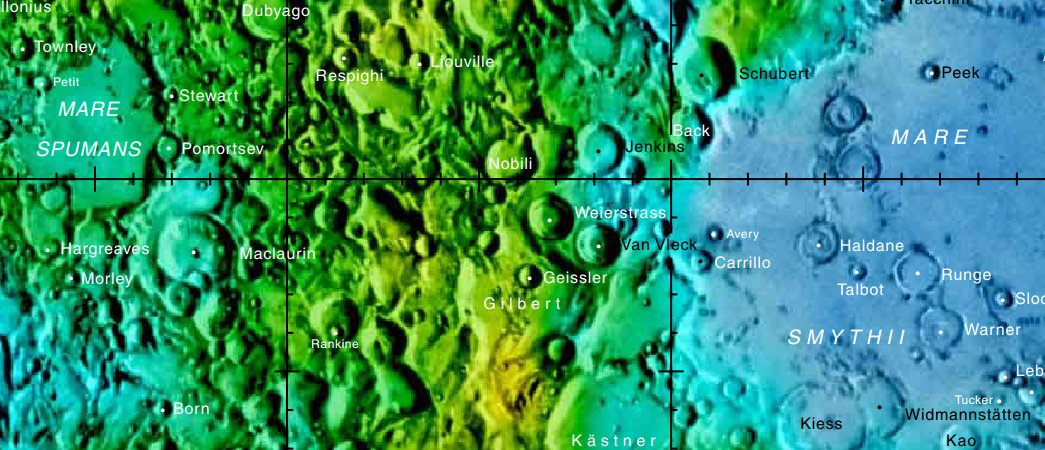
Localització de Van Vleck (centre de la imatge)

La vora d'aquest cràter és gairebé circular, sense cràters superposats notables, encara que un petit cràter apareix enfront del costat nord-est i un altre en la paret interior meridional. Els costats interiors s'inclinen cap al centre, fins a aconseguir un anell de material no consolidat que envolta el sòl interior. Posseeix un petit pic just al nord del centre del cràter.
Aquest cràter va ser identificat prèviament com Gilbert M abans de ser-li assignat un nom propi per la UAI en 1976. Porta aquest nom en honor de l'astrònom estatunidenc John Monroe Van Vleck.